# Вычислитель (профессия)

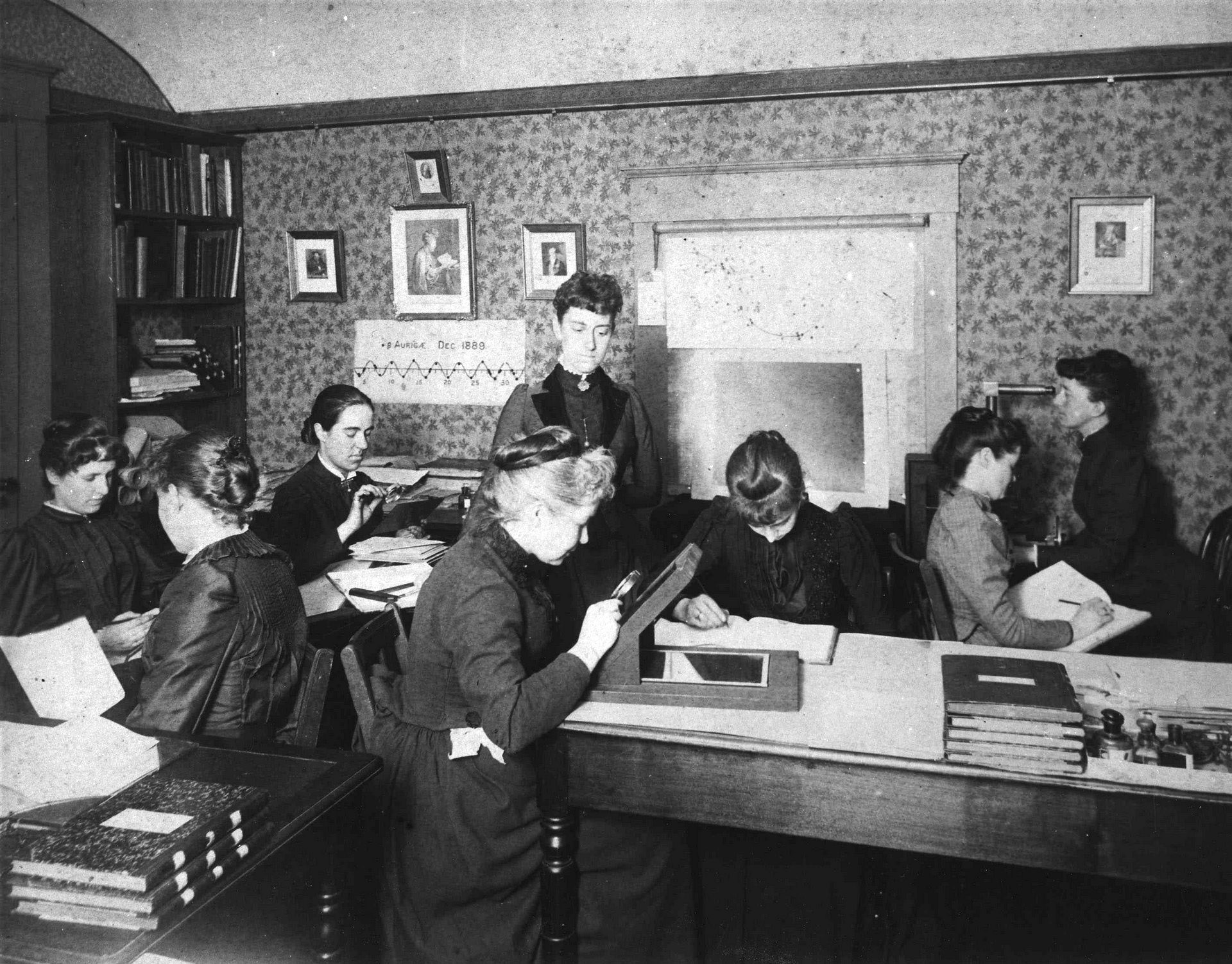
«Гарвардские вычислители» за работой. Фото ок. 1890 года

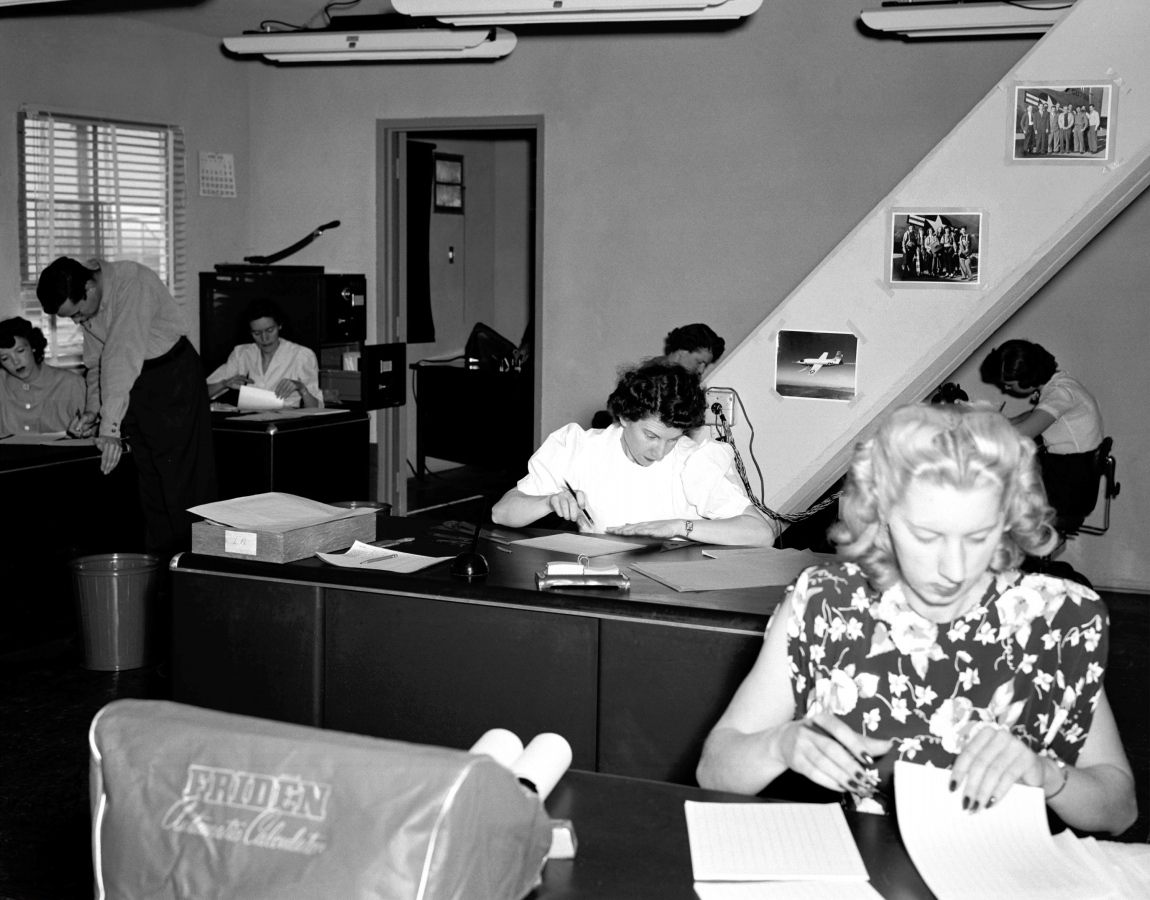
«Вычислительная комната» Лётно-исследовательского центра им. Армстронга. США, 1949 год

Вычисли́тель — устаревающая с появлением компьютеров профессия — человек, производящий вычисления (в СССР также использовалось название «расчётчик»). Вычислители обычно работали в команде. Они осуществляли длинные и утомительные вычисления, причём, как правило, каждый член группы выполнял свою часть задания, так что работа велась параллельно.

## История

### До XX века
Термин «вычислитель» (англ. computer), то есть, «человек, который вычисляет», впервые встречается в письменных источниках на английском языке в 1613 году. Ранее в этом значении встречались слова «компьютатор» (англ. computator, ок. 1600), «компьютист» (англ. computist, поздний XIV век) — «человек, умелый в календарном или хронологическом исчислении». Зарождение этой профессии произошло в астрономии. Известно, что учёный Алекси Клод Клеро в 1758 году разделил счётную работу, направленную на вычисление даты возвращения кометы Галлея, между двумя своими коллегами: Жозефом Жеромом Лефрансуа де Лаландом и Николь-Рейн Лепот. В то время работа вычислителем для мужчин служила, как правило, лишь начальной ступенью к более ответственным должностям, для женщин же путь выше был почти всегда закрыт.
3 февраля 1853 года газета The New York Times пишет в некрологе:

… мистер Уолкер был широко известен как талантливый астроном и умелый вычислитель.
Оригинальный текст (англ.)…Mr. Walker was widely known as an accomplished Astronomer and a skillful Computer.

В конце 1880-х годов известный астроном Эдуард Пикеринг основал при Гарвардской обсерватории подразделение «Гарвардские вычислители» (также широко известно его шуточное название — «Гарем Пикеринга»). Он нанял несколько способных девушек (в то время жалованье женщин было в несколько раз меньше, чем у мужчин на той же работе), которые занимались астрономическими вычислениями. Несколько из этих сотрудниц позднее стали известными астрономами: это — Энни Кэннон, Вильямина Флеминг (поначалу служанка Пикеринга, позже — руководитель «Гарвардских вычислителей»), Генриетта Ливитт, Антония Мори, Анна Уинлок.
Впервые трактовка слова computer появилась в 1897 году в Оксфордском словаре английского языка, его составители тогда описали это понятие как механическое вычислительное устройство.

### XX—XXI века
В 1910 году учёный Льюис Ричардсон использовал команду вычислителей для расчёта напряжений в каменной плотине. Он же в 1922 году заявил, что «64 000 человек, решающих дифференциальные уравнения, могут составить прогноз погоды для всей Земли».
Штат вычислителей был привлечён для прогнозирования последствий строительства дамбы Афслёйтдейк (Нидерланды, 1927—1932).
С 1938 по 1948 год существовала вычислительная организация Mathematical Tables Project (рус. Проект «Математические таблицы»), которая насчитывала в своём штате до 450 вычислителей.
Вычислители играли заметную роль во время Второй мировой войны, в частности, их работа была неоценима в разработке «Манхэттенского проекта». Шесть женщин-вычислителей получили известность как первые программисты ЭНИАКа: это Кэй Макналти, Бетти Снайдер, Мэрлин Уэскофф, Рут Лихтерман, Бетти Джин Дженнингс и Фрэн Билас. После окончания войны вычислители использовались НАСА в работах, связанных с полётами, но постепенно в услугах этих людей перестали нуждаться в связи с развитием компьютеров.
В атомном проекте СССР также участвовали женщины-вычислители, которые использовали, в частности, электромеханические клавишные счётные машины типа «Мерседес» (арифмометры):

В расчётном бюро была введена строжайшая дисциплина, установлена норма расчёта точек в смену (около 1000). Расчётчиками были в основном высококвалифицированные женщины, как правило с университетским образованием. Тогда не было автоматических ручек, приходилось макать ручку в чернильницу. Стена перед расчётчицами была забрызгана чернилами, так как левой рукой они нажимали на клавиши арифмометра «Мерседес», а правой вписывали цифры в большие полотна, которые затем передавали соседу для расчёта другой характеристики. Какой — они не знали.

С конца XX века термин «вычислитель» (англ. human computer, с англ. — «человек-компьютер») также применяется к людям, обладающим способностью к быстрому устному счёту, выполняемому с помощью математических алгоритмов исключительно на основе визуальных представлений без произнесения слов о выполняемых действиях и полученных результатах — так называемым «феноменальным счётчикам».

## Цитаты
Предполагается, что вычислитель должен следовать фиксированным правилам; у него нет права отклоняться от них ни в малейшей детали. — Алан Тьюринг, 1950 год
Оригинальный текст (англ.)The human computer is supposed to be following fixed rules; he has no authority to deviate from them in any detail.